# رلوگولیکس
رلوگولیکس (انگلیسی: Relugolix) با نام تجاری رِلومینا یک آنتاگونیست گیرندهٔ هورمون آزادکننده گنادوتروپین است که در کشور ژاپن برای درمان فیبروم رحم استفاده می‌شود. در حال حاضر، این دارو در دستِ توسعه و تکامل برای استفاده در مصارف دیگری چون درمان آندومتریوز و سرطان پروستات است. این دارو یک‌بار در روز و به‌صورت خوراکی مصرف می‌شود.
عوارض جانبی دارو رلوگولیکس شامل اختلالات قاعدگی، گُرگرفتگی، تعریق مفرط، سردرد و کاهش تراکم استخوان است.
رلوگولیکس برخلاف سایر تعدیل‌کننده‌های هورمون GnRH و مشابه داروی الاگولیکس (با نام تجاری اوریلیسا)، یک مولکول کوچک غیر پپتیدی است که از طریق دهانی (خوراکی) مصرف می‌شود. این دارو با مصرف روزانه (یک‌بار در روز)، سطح هورمون‌های جنسی را پائین می‌آورد و آنرا به حدی می‌رساند که زنان در دوران یائسگی و مردان در صورت اختگی دارند.
تا فوریه ۲۰۱۹ این دارو در فاز سوم کارآزمایی بالینی برای درمان آندومتریوز و سرطان پروستات بوده‌است. تأیید مصرف آن برای درمان فیبروم رحم در ژاپن در سال ۲۰۱۹ صورت پذیرفت و انتظار بر آن بود که درخواست مصرف مشابهی نیز در ایالات متحده آمریکا تا پایان سال ۲۰۱۹ ارسال شود.

## عوارض جانبی
برخی از عوارض دارو به شرح زیر است:
- خون‌ریزی غیرطبیعی رحم (۲۴٫۶ تا ۴۸٫۶٪ در مقابل ۶٫۳٪ در مصرف‌کنندگان دارونما)
- گُرگرفتگی (۴۲٫۸ تا ۴۵٫۵٪ در مقابل ۰٪ در مصرف‌کنندگان دارونما)
- خونریزی شدید قاعدگی (۱۲٫۱ تا ۴۹٫۳٪ در مقابل ۹٫۴٪ در مصرف‌کنندگان دارونما)
- تعریق مفرط (۹٫۴ تا ۱۵٫۲٪ در مقابل ۰٪ در مصرف‌کنندگان دارونما)
- سردرد (۱۲٫۳ تا ۱۵٫۲٪)
- کاهش تراکم استخوانی (۲۱٫۷٪ کاهش تا هفتهٔ ۱۲ مصرف، ۲۴٫۴٪ کاهش تا هفته ۲۴ مصرف)[۱]

## داروشناسی

### فارماکودینامیک

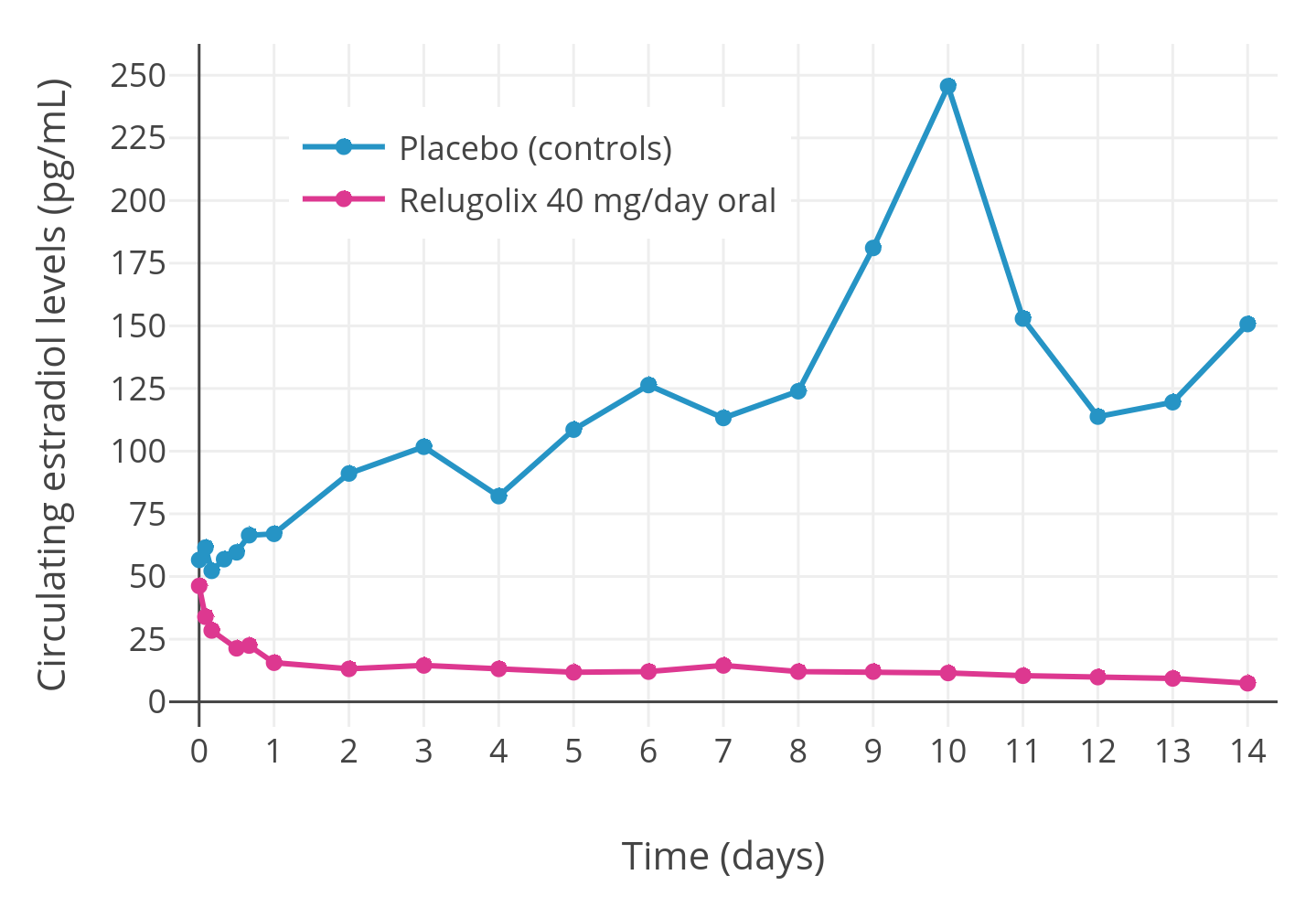
سطح استرادیول با مصرفِ روزانهٔ ۴۰ میلی‌گرم در زنان پیش از یائسگی (قرمز رنگ) در مقایسه با زنانی که درمان نمی‌شوند (آبی رنگ).

رلوگولیکس یک آنتاگونیست «گیرندهٔ هورمون آزادکننده گنادوتروپین» (GnRHR) است که «غلظت مهاری پنجاه درصد» (IC50) آن ۰٫۱۲ نانومول است.
مصرف ۴۰ میلی‌گرم تک‌دوز از این دارو قادر است ظرف ۲۴ ساعت، سطح هورمون استرادیول را در زنان غیریائسه به کمتر از ۲۰ پیکوگرم در میلی‌لیتر (سطح هورمون در دوران یائسگی) برساند و اگر دارو قطع شود، ۴ هفته طول می‌کشد تا هورمون استرادیول به سطح طبیعی‌اش بازگردد. علاوه بر استرادیول، این دارو قادر است پروژسترون، هورمون لوتئینی و هورمون محرکه فولیکولی را در زنان غیریائسه کاهش می‌دهد. مصرف ۴۰ میلی‌گرم یا بیشتر از رلوگولیکس در مردان، سطح هورمون تستوسترون را تا حد اختگی (کمتر از ۲۰ نانوگرم در دسی‌لیتر) پائین می‌آورد. در مردان نیز این دارو هورمون لوتئینی و هورمون محرکه فولیکولی را کاهش می‌دهد.

### فارماکوکینتیک
یک تک‌دوز ۴۰ میلی‌گرمی رلوگولیکس پس از گذشت ۱٫۵ ساعت، سطح حداکثری (Cmax) ۲۹ نانوگرم در میلی‌لیتر (۴۷ نانومول در لیتر) ایجاد می‌کند و سطح ثابت درمانی ظرف ۷ روز تجویز همین دوز حاصل می‌شود. اگر دارو به مدت ۲ هفته پیوسته مصرف شود، به غلظت دو برابری می‌رسد. فراهمی زیستی رلوگولیکس در حدود ۵۰٪ است. پیوند پروتئینی این دارو در حدود ۶۸ تا ۷۱٪ در یک بازهٔ غلظتی ۰٫۰۵ تا ۵ میکرومول در میلی‌لیتر است.
رلوگولیکس سوبسترای آنزیم کبدی CYP3A4 نیست. نیمه‌عمر این دارو، در محدودهٔ دوز ۲۰ تا ۱۸۰ میلی‌گرم در روز، ۳۶ تا ۶۵ ساعت است.
رلوگولیکس بیشتر از طریق مدفوع (۸۳٪) و تا حدود کمتری از طریق ادرار (۴٪) دفع می‌شود. در حدود ۶٪ از دوز تجویزی، بدن هیچگونه تغییر دفع می‌گردد.

## شیمی
این دارو یک مولکول کوچک غیر پپتیدی است که تفاوت ساختاری با آنالوگ‌های GnRH دارد. رلوگولیکس یک مشتق «اِن-فنیل اوره» است.